# Frankrijk (Ooststellingwerf)
Frankrijk (Stellingwerfs: Fraankriek of Frankriek; Fries: Frankryk) is een buurtschap in de gemeente Ooststellingwerf, in de Nederlandse provincie Friesland. Het ligt aan de gelijknamige zuidelijke zijweg van de Bovenweg in Nijeberkoop.
De buurtschap is ontstaan in het begin van de twintigste eeuw. De plaatsnaam verwijst naar een oudere veldnaam in het gebied. Gedacht wordt deze naar deze meer dan waarschijnlijk is afgeleid van de familienaam Frankena. Een volksverhaal is dat de naam afkomstig zou zijn van een ruzie onder bewoners over de oorlog met Frankrijk in de 19e eeuw.
In het zuiden gaat de buurtschap over in de buurtschap De Riete als de weg overgaat in de Donkereweg. Soms wordt de bewoning aan de kruising van met onder meer de Donkereweg bij Frankrijk gerekend.